# Svensk runbibliografi
Svensk runbibliografi är en datorbaserad specialbibliografi över litteratur om företrädesvis svenska runinskrifter. Bibliografin utgör en utvidgning av Fornsvensk bibliografi. Arbetet startade 2012 som ett projekt vid Institutionen för nordiska språk vid Stockholms universitet med medel från Riksantikvarieämbetet. Från och med april 2013 har bibliografin sin hemvist vid Svenskt Diplomatarium, Riksarkivet (Sverige) med medel från Vitterhetsakademien.
För närvarande finns mer än 5 600 poster inlagda i bibliografin. Det unika med denna är att varje bibliografisk post i regel är knuten till enskilda runinskrifter genom inskriftssignum i Sveriges runinskrifter och Samnordisk runtextdatabas. Förutom de vanliga sökvägarna finns också möjligheter till sökning i ett ämnesträd.